# Esterel
Esterel は、複雑なリアルタイムシステム向けの同期型プログラミング言語である。命令型プログラミングのスタイルで、並列性とプリエンプションを単純に表せる。従って、制御系の設計に非常に適している。
開発は、Gérard Berry に率いられたパリ国立高等鉱業学校と INRIA のチームにより、1980年代初めに開始された。現在のコンパイラは、Esterel のソースコードからC言語のコードかレジスタ転送レベルのハードウェア記述（VHDLかVerilog）を生成する。
開発は今も継続している。商用版には統合開発環境 Esterel Studio がある。その開発会社 Esterel Technologies は IEEE での標準化を開始している。現在、Esterel v7 Reference Manual Version v7 30 – initial IEEE standardization proposal が一般に公開されている。

## 時間の多形記法
Esterel での時間に記法は、非同期言語のそれとは異なる。具体的な時間は順序記述に置き換えられる。そのとき、事象の有無と同時性のみが考慮される。つまり、具体的な時間は特別な役割を持たないことを意味する。これを時間の多形記法（multiform notion of time）と呼ぶ。Esterel は、論理実体を完全に順序付けて並べて記述する。各実体では（0個を含む）任意個数の事象が発生する。同じ論理実体で発生した事象は同時に発生したと見なされる。それ以外の事象は発生した実体によって順序が決定される。文には、時間を消費しない文（実行と完了が同じ実体にあるもの）と、ある一定サイクル数の遅延がある文がある。

## シグナル
シグナルは唯一の通信手段である。シグナルには値付きのものと値無しのものがある。さらに、入力となるシグナル、出力となるシグナル、ローカルなシグナルに分類される。1つのシグナルは、1つの実体において存在するかしないかという属性を持つ。値付きシグナルはさらに値を属性として持つ。シグナルはプログラム全体にブロードキャストされ、任意のプロセスがシグナルを読み書きできる。値付きシグナルの値は、そのシグナルが存在しない場合でも任意の実体が決定できる。シグナルはデフォルト状態では存在せず、明示的に emit 文で存在するようにしない限り、存在しないままである。通信は即時に行われ、あるサイクルで放出されたシグナルは即座に（そのサイクル内で）各プロセスで観測できる。

### シグナル一貫性規則
- 各シグナルは、1つのサイクルでは存在するかしないかのどちらかであり、両方ということはない。
- ライターはリーダーが動作する前に動作する。

従って
```
present A else
    emit A
end
```

は間違ったプログラムである（シグナル A が存在しない場合、それをブロードキャストする）。

## 言語構文

### 基本的な Estrel の文
1. emit S -- 現在の実体上でシグナル S を存在させる。シグナルは emit されるまで存在しない。
2. pause -- 一旦停止し、pause の次のサイクルで実行再開する。
3. present S then stmt1 else stmt2 end -- 現在の実体でシグナル S が存在するなら、即座に stmt1 を実行し、さもなくば stmt2 を実行する。
4. await S -- S が存在するようになるまで待つ。await は通常、サイクルの開始時に S の存在をチェックしない（1サイクルは必ず待つ）。 await immediately はサイクル開始時にチェックする。
5. loop p end -- p を無限に繰り返す。ループ本体の中に pause や await などがない限り、ループは停止しない。
6. p||q -- p と q を並行して実行する。全グループが完了したときに完了となる。

### 例 (ABRO)
次のプログラムは、A と B を受信すると同時に O を出力する。R を受信すると振る舞いがリセットされる。
```
module ABRO:
input A, B, R;
output O;

loop
  [ await A || await B ];
  emit O
each R

end module
```

## 利点
- 時間モデルにより、プログラマは正確な制御が可能
- 並行性により、制御システムを記述しやすい
- 完全に決定的な動作
- 有限状態言語
  - 実行時間が予測可能（最悪実行時間）
  - 形式的な検証が容易（形式的検証）
- ソフトウェアとしてもハードウェアとしても実装可能

## 欠点
- 有限状態性により、言語としての柔軟性が低い（ただし、適用分野における表現能力としては問題ない）
- 意味論的問題
  - 因果律違反を防ぐのが難しい
  - 一般にコンパイルが困難だが、単純な正当性検証手法が存在する